# D.M. Devine
D.M. Devine, o Dominic Devine, o David Munro, pseudonimi di David McDonald Devine (Greenock, 31 maggio 1920 – agosto 1980), è stato uno scrittore britannico.

## Biografia
Il suo lavoro principale era quello di amministratore nell'Università di St. Andrews in Scozia dove lavorò dal 1946 alla sua morte nel 1980. Sebbene quasi del tutto dimenticato oggigiorno, è stato un significativo autore di libri gialli.
Il suo primo romanzo, Lutto in famiglia (My Brother's Killer) fu selezionato in un concorso per opere prime indetto dalla casa editrice Collins, grazie soprattutto al giudizio molto positivo di Agatha Christie, ma non vinse perché il concorso era riservato a docenti o assistenti universitari.

## Scritti come D.M. Devine
- My Brother's Killer, 1962
  - Lutto in famiglia, Il Giallo Mondadori n.737, 1963; trad. di Giovanni Negro, I Classici del Giallo Mondadori n.1269, 2011
- Doctors Also Die, 1962
  - Morte di un dottore, I Classici del Giallo Mondadori n.1423, 2019
- The Royston Affair, 1964[4]
  - Il segreto del padre, I gialli n.34, Milano, Garzanti, 1964
- His Own Appointed Day, 1965
  - Non c'è ritorno, trad. di Mara Spagnuolo, Il Giallo Mondadori n.929, novembre 1966; in La morte fa l'appello, Gli speciali del Giallo Mondadori n.106, giugno 2023
- Devil at Your Elbow, 1966
  - Indagine a ritroso, Il Giallo Mondadori n.995, 1968; trad. di Mario Fanoli, I Classici del Giallo Mondadori n.1393, 2017
- The Fifth Cord, 1967;
  - Il segno dell'assassino, Il Giallo Mondadori n. 1023, 1968; trad. di Arnaldo Sole, I Classici del Giallo Mondadori n.1230, 2009
- This Is Your Death, 1981

## Scritti come Dominic Devine
- The Sleeping Tiger, 1968, 
  - La tigre dormiva, Il Giallo Mondadori n. 1050, 1969;
- Death Is My Bridegroom, 1969,;
  - La morte è la mia sposa, Il Giallo Mondadori n. 1110, 1970;
- Illegal Tender, 1970;
  - Prova e controprova, Il Giallo Mondadori n. 1181, 1971;
- Dead Trouble, 1971;
  - Alma nel labirinto, Il Giallo Mondadori n. 1206, 1972;
- Three Green Bottles, 1972;
  - La sorgente della paura, Il Giallo Mondadori n. 1255, 1973;
- Sunk Without Trace, 1978,
  - Una talpa in comune, Il Giallo Mondadori n. 1738, 1982;

## Filmografia
- 1971: Giornata nera per l'ariete, dal romanzo The Fifth Cord, regia di Luigi Bazzoni, con Franco Nero, Silvia Monti e Wolfgang Preiss.